# 紅群聚

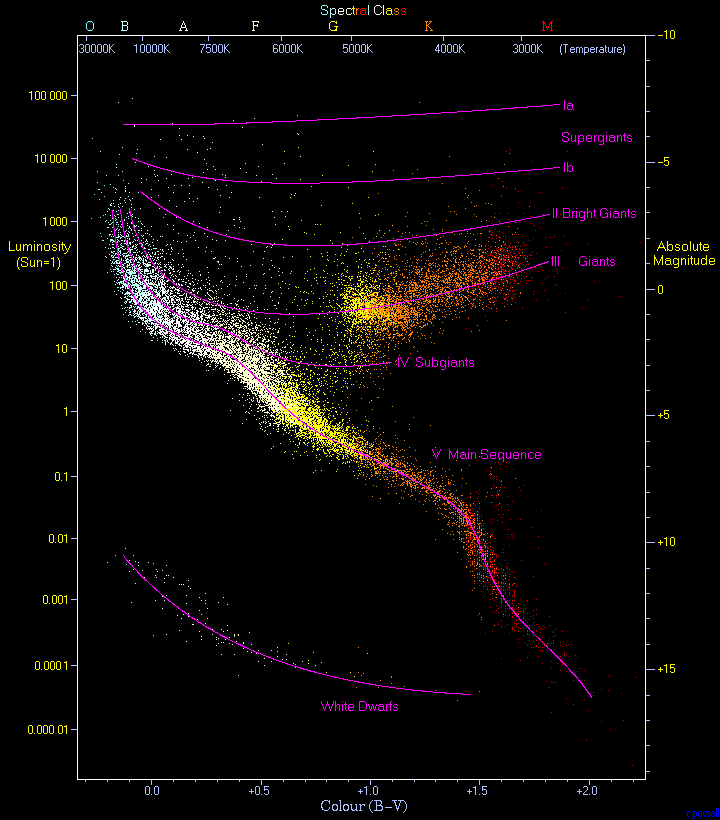
紅群聚是紅巨星中突出的一群，表面溫度大約5,000K和。

赫羅圖顯示不同質量恆星的演化。綠色線顯示的是2倍太陽質量恆星的演化，紅群聚的位置以RC標示出來。

紅群聚是赫羅圖上的紅巨星聚類，它們的表面溫度約為5,000K，絕對星等（MV）+0.5，比大多數具有相同亮度的紅巨星分支星稍熱。它被視為紅巨星分支的較稠密區域或是朝向更熱的溫度膨脹。它在許多星系的疏散星團中較突出，在許多中年的球狀星團和附近的星場（例如依巴谷卫星）中也很明顯。
紅群聚是低溫的水平分支恆星，最初是類似於太陽的恆星，它們經歷了氦閃，現在以氦融合在其核心產生能量。

## 性質
紅群聚恆星的特性因起源而異，最顯著的是恆星的金屬，而通常具有早期K型光譜和約5,000K的有效溫度。在太陽附近的紅群聚巨星被測量的金屬量平均為+0.81，介於 0.6和+0.4dex
。
即使在一群相似的恆星集團，像是疏散星團中也是如此：紅群聚的特性相當不明顯。這部份是由於水平分支恆星在形成和演化時，溫度和亮度的自然變化，部份是由於具有類似特性的其他恆星存在。雖然紅群聚星通常比紅巨星更熱，但這兩個區域重疊，只有進行詳細的化學豐度研究才能配置個別恆星的狀態。

## 演化

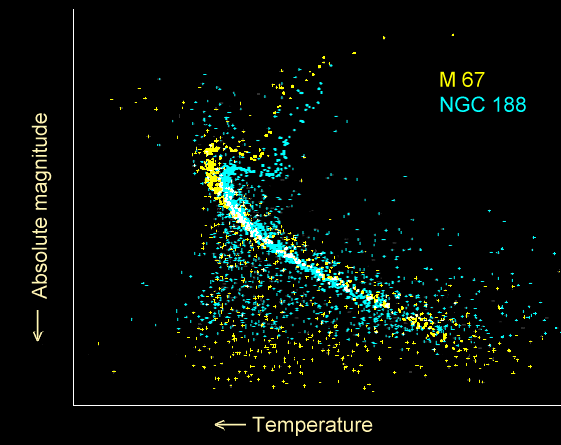
年老的疏散星團幾乎檢測不到紅群聚星。

水平分支的建模顯示，恆星在零齡水平分支（ZAHB）的低溫端有強烈的聚集傾向。在低金屬量恆星中這種趨勢較弱，因此紅群聚在富含金屬的星團中通常更為突出。然而，還有其它效應，在一些金屬貧乏的球狀星團中有很稠密的紅群聚。
質量與太陽相近的恆星像紅巨星分支的頂端演化，有簡併氦核。質量更大的恆星會提前離開紅巨星分支，並執行藍迴圈，但所有有簡併核心的恆星都以相似的核心質量、溫度和亮度抵達尖端。在經歷氦閃之後，所有沿著水平分支分布的恆星，其氦核的質量都位於0.5太陽質量之下，其特性主要取決於核心外氫殼層的大小。質量較輕的氫殼層以微弱的碳氮氧循環將氫融合成氦，並沿著水平分支持成為較熱、但亮度稍低的恆星。即使氦核的大小相同，但不同的初始質量和紅巨星分支自然的質量損失率，導致氫殼層的質量變化。低金屬量恆星對氫殼層的大小更敏感，因此即使有相同的氫殼層質量，它們沿著水平分支進一步演化時，進入紅群聚中的數量更少。
雖然紅群聚恆星一直位於它們來自的紅巨星分支熱的這一側，但來自不同星族的紅巨星和紅群聚星可以重疊在一起。這發生在半人馬座ω，其中貧金屬量的紅巨星的溫度與富金屬量紅群聚巨星相同或者更熱。
其它恆星，嚴格說不是水平分支星，可以位於赫羅圖的同一區域。質量太大的恆星，在紅巨星分支上不會發展出簡併的氦核，在抵達紅巨星支尖前就點燃氦核，並執行藍迴圈。對於質量只比太陽稍大一點的恆星來說，大約2 M☉的藍迴圈非常短，亮度紅群聚星相似。這些恆星的星等要比類似太陽的恆星少一等級，甚至比形成紅群聚巨星的刺太陽恆星更罕見，而藍迴圈的持續時間遠遠低於紅群聚巨星在水平分支上所經歷的時間。這意味著這些冒名頂體者在赫羅圖上不太常見，但仍可檢測到。
擁有2 - 3 M☉的恆星因為沿著次巨星分支演化而來，也會穿過紅群聚。這也是非常快速的演化，但是像仙女座OU（5,500K和100 L☉）這樣的恆星，即使被認為是跨越赫氏空隙的次巨星，也會出現在紅群聚的區域。

## 標準燭光
理論上，紅群聚中恆星的絕對光度與恆星的組成或年齡無關，因此它們能夠成為很好的標準燭光來估計銀河系內天體和附近的星系與星系團的距離。由於金屬量、質量、年齡和消光的變化對可見光觀測的影響太大，但紅外線的影響要小得多。近紅外I波段觀測值特別用於建立紅群聚的距離。以太陽的金屬量下的紅群聚絕對星等已經被測量過，在I波段是-0.22，在K波段是-1.54  [。以這種方法測量與銀河中心的距離，結果與其它的方法一致是7.52Kpc。

## 紅色凸起
不要將紅群聚（red clump）與紅色凸起（"red bump"）或紅巨星分支凸起混淆，後者是恆星因為內部對流導致光度暫時減弱，造成在紅巨星分支的上升。

## 例子
天空中可見的許多明亮的紅巨星，實際上是早期的K型紅群聚星： 
- 五車二 Aa[11]
- 畢宿一 [12]
- 土司空[11]

大角星有時被認為是紅群聚的巨星 ，但現在更普遍地認為是比紅群聚星更冷、更亮的紅巨星分支星。

## 外部連結
- Stanek's page on red clumps used for distance measurement （页面存档备份，存于）